# 芳甸路站
芳甸路站是上海地铁9号线三期工程的一座车站，位于上海市浦东新区的杨高中路芳甸路路口。于2017年12月30日启用。

## 车站结构

### 车站楼层
| 地面层   | 出入口             | 1-3出入口                        |  |  |
| 地下一层 | 站厅               | 票务服务、自动售票机、人工服务台 |  |  |
| 地下二层 | ①站台              | █ 9号线 往上海松江站（杨高中路） |  |  |
|          | 岛式站台，左侧开门 |                                  |  |  |
|          | ②站台              | █ 9号线 往曹路（蓝天路）         |  |  |

- 地下一层站厅
- 地下二层往上海松江站站方向站台

## 本站出口
芳甸路站共有3个出入口，各出入口如下所示：
| 出口编号            | 出口指示           | 照片 |
| ------------------- | ------------------ | ---- |
| 1 · 出口 · （设有） | 杨高中路           |      |
| 2 · 出口            | 芳甸路，杨高中路   |      |
| 3 · 出口            | 南洋泾路，杨高中路 |      |
| 图例： 设有         |                    |      |

## 公交换乘
181、184、640、815、984、995、花木1路。